# کلمپ (مانگاکا)
کلمپ (به ژاپنی: クランプ Kuranpu) یک گروه مانگاکای زن ژاپنی که به نویسندگان مشهور مانگا و کتاب‌های مصور در سراسر جهان تبدیل شده‌اند و به آن‌ها لقب ملکه‌های شوجو (سبکی مربوط به دخترها) را داده‌اند. این گروه در ابتدا با ۱۱ عضو در اواسط ۱۹۸۰ میلادی تشکیل شد و از سال ۱۹۸۷ به صورت رسمی شروع به کار کردند. اولین اثر آن‌ها در سال ۱۹۸۹، «آرجی وگا» نام داشت و پس از آن اعضای گروه به هفت نفر کاهش پیدا کرد. در سال ۱۹۹۳، سه عضو دیگر نیز از گروه خارج شدند تا تعداد نفرات این گروه به چهار نفر رسید. اعضای کنونی کلمپ تا به امروز متشکل از: ناناسه اوکاوا (به ژاپنی: 大川 七瀬 Ōkawa Nanase) رهبر گروه که بیشتر کارهای مربوط با داستان، فیلمنامه‌نویسی و مدیریت را انجام می‌دهد، موکونا (به ژاپنی: もこな Mokona) که معمولاً مسئول فنی است، سوباکی نکوی (به ژاپنی: (猫井 椿 Nekoi Tsubaki) و ساتسوکی ایگاراشی (به ژاپنی: いがらし 寒月 Igarashi Satsuki) که هردوی آن‌ها به عنوان دستیار هستند.
کلمپ تعداد قابل توجهی عناوین مختلف تا به حال منتشر کرده‌است، که بسیاری از آن‌ها مورد تحسین قرار گرفته‌اند و تبدیل به مجموعه‌های تلویزیونی انیمه نیز شده‌است و نزدیک به ۱۰۰ میلیون نسخه از کارهای آن‌ها تا اکتبر ۲۰۰۷ به فروش رفته است.

## آثار
- X/۱۹۹۹
- شوالیه‌های جادویی
- چوبیتس
- بلاد-سی
- کاردکپتر ساکورا